# México en los Juegos Olímpicos de Seúl 1988
México estuvo representado en los Juegos Olímpicos de Seúl 1988 por un total de 83 deportistas, 66 hombres y 17 mujeres, que compitieron en 17 deportes.
El portador de la bandera en la ceremonia de apertura fue el atleta Ernesto Canto.

## Medallistas
El equipo olímpico mexicano obtuvo las siguientes medallas:
| Nombre            | Deporte | Competición       |
| ----------------- | ------- | ----------------- |
| Oro               |         |                   |
| —                 |         |                   |
| Plata             |         |                   |
| —                 |         |                   |
| Bronce            |         |                   |
| Mario González    | Boxeo   | 51 kg M           |
| Jesús Mena Campos | Saltos  | Plataforma 10 m M |

## Resultados por deporte

### Boxeo
México regresó a la categoría de peso mediano por primera vez desde Montreal 1976.
| Atleta                | Evento              | Ronda de 64        | Ronda de 32        | Ronda de 16        | Cuartos de final   | Semifinales        | Final              | Final             |
| Atleta                | Evento              | Oponente Resultado | Oponente Resultado | Oponente Resultado | Oponente Resultado | Oponente Resultado | Oponente Resultado | Posición          |
| --------------------- | ------------------- | ------------------ | ------------------ | ------------------ | ------------------ | ------------------ | ------------------ | ----------------- |
| Mario González        | Peso mosca          | bye                | Mathibeli (LES) G  | Pingale (IND) G    | Khotey (GHA) WO    | Tews (GDR) P       | No avanzó          | Medalla de bronce |
| José de Jesús García  | Peso gallo          | Joseph (GRA) G     | Majanya (SWE) P    | No avanzó          | No avanzó          | No avanzó          | No avanzó          | No avanzó         |
| Miguel Ángel González | Peso pluma          | Lee (KOR) P        | No avanzó          | No avanzó          | No avanzó          | No avanzó          | No avanzó          | No avanzó         |
| Guillermo Tamez       | Peso ligero         | Knight (BRB) P     | No avanzó          | No avanzó          | No avanzó          | No avanzó          | No avanzó          | No avanzó         |
| Humberto Rodríguez    | Peso wélter ligero' | Bye                | Temo (FIJ) G       | Chinyadza (ZIM) G  | Suecia (SWE) P     | No avanzó          | No avanzó          | No avanzó         |
| Martín Amarillas      | Peso mediano        | Bye                | Syed (PAK) P       | No avanzó          | No avanzó          | No avanzó          | No avanzó          | No avanzó         |

### Clavados
Jorge Mondragón participó en sus terceros Juegos Olímpicos.
| Atleta                  | Evento                       | Preliminar | Preliminar | Final     | Final             |
| Atleta                  | Evento                       | Puntos     | Posición   | Puntos    | Posición          |
| ----------------------- | ---------------------------- | ---------- | ---------- | --------- | ----------------- |
| Jorge Mondragón Vázquez | Trampolín 3 metros varonil   | 594.36     | 5          | 616.02    | 6                 |
| Jesús Mena              | Trampolín 3 metros varonil   | 581.01     | 8          | 597.77    | 7                 |
| Jesús Mena              | Plataforma 10 metros varonil | 523.50     | 9          | 594.39    | Medalla de bronce |
| Jorge Mondragón         | Plataforma 10 metros varonil | 518.52     | 11         | 511.89    | 9                 |
| María José Alcalá       | Trampolín 3 metros femenil   | 392.16     | 20         | No avanzó | No avanzó         |
| María José Alcalá       | Plataforma 10 metros femenil | 359.64     | 10         | 349.41    | 9                 |

### Remo
| Atleta                                 | Evento              | Cuartos de final | Cuartos de final | Repesca   | Repesca  | Semifinal    | Semifinal    | Final        | Final        |
| Atleta                                 | Evento              | Resultado        | Posición         | Resultado | Posición | Resultado    | Posición     | Resultado    | Posición     |
| -------------------------------------- | ------------------- | ---------------- | ---------------- | --------- | -------- | ------------ | ------------ | ------------ | ------------ |
| Luis Miguel García Joaquín Gómez Gurza | Scull doble varonil | 6:45.16          | 5                | 6:45.59   | 4        | No avanzaron | No avanzaron | No avanzaron | No avanzaron |